# Kanton Saint-Denis-1
Kanton Saint-Denis-1 (francouzsky Canton de Saint-Denis-1) je francouzský kanton v departementu Réunion v regionu Réunion. Tvoří ho pouze část města Saint-Denis.